# Mareike Ludwig
Mareike Ludwig (* 23. November 1993 in Ilmenau) ist eine deutsche Schauspielerin.

## Leben
Von Anfang 2010 bis 2011 spielte Mareike Ludwig in der Jugendserie Schloss Einstein die Rolle der Magda Gröber.
2013 machte sie ihr Abitur am Dr. Max Näder Gymnasium in Königsee. 2014 hatte sie weitere Fernsehauftritte.

## Filmografie
- 2009–2011: Schloss Einstein (Fernsehserie) (als Magda)
- 2014: Kripo Holstein – Mord am Meer / Bömmel kloppen
- 2016: Das beste Stück vom Braten

## Theater
- 2014: Bühne 1 Trier